# Jason Ferguson
Jason Elliott Ferguson (* 31. Mai 1969) ist ein ehemaliger englischer Snookerspieler und späterer Billardfunktionär. Nachdem Ferguson 1989 Vize-U21-Weltmeister geworden war, spielte er ab 1990 auf der Profitour. Mitte der 1990er wurde er eine Zeit lang sogar in den Top 32 der Welt geführt. Daneben erreichte er unter anderem das Finale des Merseyside Professional 1994 und zehn Achtelfinals von Ranglistenturnieren. Als seine Karriere Anfang der 2000er-Jahre langsam ausklang, trat er verstärkt als Funktionär auf. Nach einer ersten, kurzen Amtszeit von 2001 bis 2002 ist er seit 2010 wieder Vorsitzender der World Professional Billiards & Snooker Association, dem professionellen Weltverband für Snooker und English Billiards. Von 2015 bis 2017 war er auch Präsident der World Confederation of Billiard Sports, seit 2017 ist er Gründungspräsident der World Snooker Federation.

## Karriere

### Laufbahn als Spieler
Ferguson stammt ursprünglich aus Mansfield, zog später aber nach Ollerton, einem Ort wenige Kilometer nordöstlich, den er bereits seit seiner Kindheit kannte. Nach eigener Angabe lernte er Snooker während eines Urlaubs in einem Butlin’s-Camp kennen und spielte danach bei kleinen Amateurturnieren. Erste überregionale Aufmerksamkeit bekam Ferguson ab 1988, als er versuchte, sich für die Profitour zu qualifizieren. Bei der WPBSA Pro Ticket Series hatte er einigen Erfolg und konnte sogar ein Event gewinnen. Bei den Professional Play-offs 1989 schied er allerdings noch frühzeitig aus. Wenig später erreichte er das Endspiel der U21-Amateurweltmeisterschaft, wo er gegen den späteren Profi-Weltmeister Ken Doherty verlor. Schließlich konnte er 1990 seinen Durchbruch feiern, als er im entscheidenden Spiel der Professional Play-offs den irischen Profispieler Billy Kelly besiegte. Dadurch wurde er zur Saison 1990/91 Profispieler.
Fergusons erste zwei Profisaisons waren noch mehrheitlich von eher frühen Niederlagen geprägt. Insbesondere in der zweiten Saison konnte er aber mehr und mehr Hauptrunden erreichen. Seinen ersten größeren Erfolg bei einem Profiturnier feierte er mit dem prestigeträchtigen Einzug in die Hauptrunde der Weltmeisterschaft 1992. Nach zwei Jahren befand er sich so schon auf Platz 62 der Snookerweltrangliste, die zu diesem Zeitpunkt nur einmal jährlich nach dem Ende der Saison aktualisiert wurde. Nachdem Ferguson während der Saison 1993/93 bei der UK Championship, bei den Asian Open und bei den International Open das Achtelfinale erreicht hatte, stieg er mit Platz 32 in die Top 32 der Weltrangliste ein.
In den folgenden Saisons in der Mitte der 1990er schaffte es Ferguson, sich in den Top 32 zu halten. Dies gelang ihm durch regelmäßig gute, solide Turnierresultate. Bei vielen Ranglistenturnieren konnte er in dieser Zeit zumindest in die Runde der letzten 32 erreichen, hin und wieder stand er auch in einem Achtelfinale. Über diese Runde der letzten 16 kam er allerdings bei Ranglistenturnieren nie heraus. Zwar erreichte er bei der Benson and Hedges Championship 1994 das Viertelfinale und beim Merseyside Professional 1994 sogar das Endspiel, beides waren aber Turniere ohne Einfluss auf die Weltrangliste. Ferguson war bis 1997 unter den besten 30 Spielern der Welt gelistet – 1994/95 auf Platz 28 und in den nächsten beiden Spielzeiten auf Platz 29. Erst 1997 rutschte er aus den Top 32 wieder heraus und landete auf Rang 37.
In der Saison 1997/98 konnte Ferguson mit einer Teilnahme am Achtelfinale der German Open und an der WM-Hauptrunde noch zwei gute Ergebnisse einfahren, durch die er sich auf Platz 35 verbesserte. Die nächste Saison konnte er zwar mit einer Achtelfinalteilnahme beim Grand Prix eröffnen, doch danach folgte eine lange Serie von frühen Niederlagen. Dadurch sah er sich animiert, zur Absicherung seines Profistatus am vierten Event der UK Tour 1998/99 teilzunehmen, wo er prompt das Finale erreichte. Letztlich war das Ergebnis aber egal, da Ferguson nur auf Rang 50 abrutschte und seinen Startplatz auf der Profitour behalten konnte. Auch zwei weitere Spielzeiten mit eher frühen Niederlagen änderten daran nichts – Ferguson war zwar 2001 nur noch auf Platz 56 platziert, konnte so aber seinen Tourplatz behalten. Ungefähr zu diesem Zeitpunkt stand er bei dem Managementunternehmen Wheels In Motion von Brandon Parker unter Vertrag.
Danach neigte sich Fergusons Karriere als Spieler aber offensichtlich ihrem Ende zu. In den kommenden drei Saisons verlor er viele Spiele, sodass der Engländer meist früh ausschied. Einzig und allein beim LG Cup 2001 stand er nochmal in einer Hauptrunde, sonst verlor er stets in der Qualifikation. Auf der Weltrangliste rutschte er zunächst aus den Top 80 heraus, wodurch er sich nicht mehr direkt für die nächste Saison qualifizierte. Sowohl 2002 als auch 2003 rettete ihn aber die Ein-Jahres-Weltrangliste, über die er sich jeweils für die nächste Saison qualifizierte. Erst als er 2003 bis auf Platz 109 abrutschte, verpasste er auch die Qualifikation über die Ein-Jahres-Weltrangliste. Somit verlor er im Sommer 2004 seinen Profistatus und er wurde wieder Amateur. Gleichzeitig beendete er seine Karriere als aktiver Spieler. In den Jahren zuvor war Ferguson parallel auch als Funktionär tätig gewesen – eine zeitaufwendige Tätigkeit, die James Rowland, ein Journalist vom Independent, 2001 als Ursache für seine zurückgehenden Leistungen als Spieler betrachtete.

### Ferguson als Funktionär

#### Erste Phase 1999–2002
Zwischenzeitlich war Ferguson nebenher auch als Billardfunktionär aktiv gewesen. 1998 wurde er als sogenannter Players Director, also als Vertreter der Profispieler, in den Vorstand der World Professional Billiards & Snooker Association (WPBSA) gewählt worden. Die WPBSA ist als professioneller Weltverband nicht nur fürs Snooker, sondern auch fürs English Billiards zuständig. Fergusons Wahl fiel in eine Zeit des Konfliktes innerhalb der WPBSA, bei dem zahlreiche Spieler gegen die WPBSA-Leitung um Rex Williams rebellierten. Ferguson galt zusammen mit den ebenfalls neu gewählten Vorstandsmitgliedern Steve Davis und Dennis Taylor als Vertreter der rebellierenden Spieler. Ungefähr zum selben Zeitpunkt bekam die WPBSA mit Peter Middleton einen neuen Geschäftsführer, der allerdings nur zwei Monate später wieder gefeuert wurde, offenbar auf Bestreben von Williams und seinem Verbündeten Bob Close. Anschließend beantragten Davis, Taylor und Ferguson die Abwahl von Williams und Close. Im Gegenzug beantragten Williams und Close die Abwahl von Davis, Taylor und Ferguson, die durch eine interne Entscheidung des Vorstandes Ende August 1999 zunächst auch ausgeschlossen wurden.
Ende September kam es schließlich zu einer vorgezogenen Generalversammlung aller stimmberechtigten Mitglieder. Da ihre Abwahl mehr oder weniger als sicher erschien, traten Williams und Close freiwillig zurück, was die Versammlung selbst nachträglich ebenfalls beschloss. Wiederum wurde der Ausschluss von Davis, Taylor und Ferguson rückgängig gemacht und Terry Griffiths und Mark Wildman als Ersatz von Williams und Close in den Vorstand gewählt. Wildman wurde als Nachfolger von Williams neuer Vorsitzender. Da auch der neue WPBSA-Geschäftsführer Martin Blake zurückgetreten war, wurde Peter Middleton wieder Geschäftsführer. Die ganze Episode zog auch mehrere Klagen nach sich.
Nach dieser turbulenten Anfangsphase konzentrierte sich Ferguson auf die internationalen Beziehungen der WPBSA. Er begleitete die Aufnahme von Snooker und anderer Billardsportarten ins Programm der World Games 2001 und die Gründung einer Snooker Academy in Bangkok. Als Nachfolger des zurückgetretenen Mark Wildman wurde er 2001 sogar zum Vorsitzenden der WPBSA gewählt, einem nach wie vor sehr zerstrittenen Verband. Ferguson feuerte nach nur einer Woche im Amt den damaligen Geschäftsführer der WPBSA, Jim McKenzie. Der bekannte Snooker-Journalist Clive Everton sah den Rauswurf McKenzies vor dem Hintergrund von Vorwürfen der Veruntreuung gegen mehrere WPBSA-Funktionäre, doch offiziell erfolgte der Schritt ohne jegliche Erklärung. In den Reihen der Spieler wurde er kontrovers aufgenommen. Im Jahr 2002 war Ferguson für einige Monate auch Vorstandsmitglied von World Snooker und einem mit dieser für die kommerzielle Verwaltung der Profitour zuständigen WPBSA-Tochter assoziierten Unternehmen („World Snooker (Asia-Pacific)“). Im Mai 2002 wurde er von der Generalversammlung der WPBSA nicht wiedergewählt und verlor daher seinen Posten, der danach vakant blieb. Am 30. Mai trat er gänzlich aus dem Vorstand zurück. Anfang Juni wurde er nichtsdestotrotz zum Vorsitzenden von World Snooker gewählt. Parallel dazu saß er ab 1999 im Vorstand der English Association of Snooker and Billiards. Am 27. Juni 2002 trat er von allen Posten zurück und zog sich zunächst gänzlich aus dem Snooker zurück.

#### Rückkehr ab 2010
Danach betätigte sich Ferguson zunächst als Unternehmer, gleichzeitig gründete er eine Familie. Beruflich gesehen gehörte ihm in seinem Heimatort Ollerton unter anderem ein Fahrradladen, gleichzeitig saß er im Vorstand des sogenannten Sherwood Energy Village, einer Entwicklungsgesellschaft für das Areal einer ehemaligen Kohlemine nahe Ollerton. Daneben engagierte er sich auch in der Leitung des Ollerton Town Youth Football Club und im Gemeinderat des Civil parish Ollerton and Boughton. 2009 wurde er sogar zum Bürgermeister der Gemeinde gewählt. Nur ein Jahr später trat er von diesem Amt zurück.
In den 2000er-Jahren kumulierten sich für den Snookersport schließlich verschiedene Probleme, die dazu führten, dass die Anzahl der Profiturniere, das Preisgeld und damit auch die Zufriedenheit der Profispieler sank. Fergusons Nachfolger Rodney Walker wurde 2009 verantwortlich gemacht und gestürzt. Sein Nachfolger wurde Barry Hearn, der Leiter des Sportmanagement-Unternehmens Matchroom Sport. Hearn versprach den Spielern, die Anzahl der Profiturniere und die Preisgelder wieder zu erhöhen und den Sport kommerziell besser aufzustellen. Er selbst forderte dafür eine Anteilsmehrheit an der kommerziellen WPBSA-Tochter World Snooker und wollte im Gegenzug auf den Posten des WPBSA-Vorsitzenden verzichten. Sollten seine Pläne misslingen, versprach Hearn, die Anteile an World Snooker wieder zurückzugeben. Dieser Vorschlag wurde den Spielern zur Abstimmung vorgelegt und knapp angenommen. Während der praktischen Umsetzung schlug Hearn Ferguson als neuen WPBSA-Vorsitzenden vor. Ab Mai 2010 saß er bereits wieder im Vorstand der WPBSA, im Juli 2010 wurde er als Hearns Nachfolger zum neuen Vorsitzenden der WPBSA gewählt. Hearn wurde anschließend neuer Vorsitzender von World Snooker. Der WPBSA-Vorstand um Ferguson überstand im Dezember des gleichen Jahres noch ein Misstrauensvotum, mit einem Ergebnis von 31:3.
Gleichzeitig wurde er auch Vorsitzender des WPBSA Audit and Finance Committee. Zunächst von einigen als eine Art Marionette von Barry Hearn betrachtet, wurde Ferguson seitdem mehrfach in seiner Position bestätigt. 2015 wurde er einstimmig wiedergewählt, ebenso 2018. Daneben sitzt er auch im Vorstand von World Snooker, einer Art Tochterorganisation der WPBSA, die für die kommerzielle Vermarktung der Snooker-Profitour zuständig war. Laut World Snooker soll Ferguson als Vorstandsmitglied die Entwicklung der kommerziellen Aktivitäten kontrollieren und gegebenenfalls lenken, prinzipiell fungiert er als Vertreter der WPBSA. 2015 wurde er zudem Mitglied des Vorstandes von World Women’s Snooker, allerdings nach Angabe dieser WPBSA-Tochter mit Fokus auf das Frauen-Snooker nur in einer „Beraterrolle“. Ebenso sitzt er im Vorstand von World Seniors Snooker und World Billiards, weiteren WPBSA-Tochtergesellschaften fürs Ü40-Snooker beziehungsweise fürs English Billiards.
Zusätzlich sitzt Ferguson seit 2010 wieder im Vorstand der heutigen English Partnership for Snooker and Billiards beziehungsweise der früheren English Association of Snooker and Billiards. Ab 2015 war er ferner Präsident der World Confederation of Billiard Sports, einem Dachverband verschiedener Billarddisziplinen. In dieser Funktion setzte er sich für die Aufnahme von Billard ins Programm der Olympischen Spiele 2020 ein, scheiterte damit aber. 2017 trat er von diesem Posten zurück. Dieser Schritt wird vor dem Hintergrund der Streitigkeiten zwischen der WPBSA als professionellem und der International Billiards & Snooker Federation (IBSF) als Amateur-Snookerweltverband verstanden. Ferguson wurde anschließend Präsident der damals neu gegründeten World Snooker Federation, die als von der WPBSA initiierter, möglicher Konkurrenzverband zur IBSF verstanden wird.

## Erfolge
| Ausgang         | Jahr | Turnier                                 | Finalgegner    | Ergebnis |
| --------------- | ---- | --------------------------------------- | -------------- | -------- |
| Amateurturniere |      |                                         |                |          |
| Sieger          | 1988 | WPBSA Pro Ticket Series 89/90 – Event 3 | Jonathan Birch | 5:2      |
| Zweiter         | 1989 | IBSF U21-Snookerweltmeisterschaft       | Ken Doherty    | 5:11     |
| Sieger          | 1990 | Professional Play-offs                  | Billy Kelly    | 10:7     |
| Zweiter         | 1999 | UK Tour 1998/99 – Event 4               | James Reynolds | 4:6      |
| Profiturniere   |      |                                         |                |          |
| Zweiter         | 1994 | Merseyside Professional                 | Dean Reynolds  | 1:5      |